# Kuszenie Chrystusa (obraz Juana de Flandes)
Kuszenie Chrystusa – obraz olejny niderlandzkiego malarza Juana de Flandes.

## Charakterystyka
Obraz stanowił część retabulum pt. Życie Chrystusa zamówionego przez Izabelę Kastylijską. Cykl powstawał w latach 1496–1504 i składał się z 47 tablic. Autorami retabulum byli nadworny malarz królowej Juan de Flandes, Michael Sittow oraz trzeci anonimowy artysta. Do obecnych czasów zachowało się 28 dzieł rozproszonych po różnych muzeach na świecie. Samemu Flandesowi przypisuje się osiem dzieł: Wskrzeszenie Łazarza, Trzy Marie u grobu, Noli me tangere, Chrystus w Emaus (wszystkie w Pałacu Królewskim w Madrycie), Wieczerza w Kanie (Nowy Jork), Chrystus niosący krzyż (Wiedeń), Chrystus i Samarytanka (Luwr) oraz Kuszenie Chrystusa.

## Opis obrazu
Według Ewangelii Mateusza zaraz po chrzcie Jezusa, został on wyprowadzony przez Ducha na pustynię, gdzie był kuszony przez diabła. Trzykrotnie wystawiany na próbę, Chrystus za każdym razem cytował Torę i odrzucał propozycje szatana. Flandes zobrazował ten epizod umieszczając na desce wszystkie trzy kuszenia Chrystusa.

Na pierwszym planie, znajduje się siedzący Chrystus, a po jego lewej stronie stoi Szatan. Jego strój przypomina ten noszony przez zakonników; nawet w prawej dłoni trzyma on różaniec. Jedyne co odróżnia Szatana od istoty ludzkiej to gadzie stopy i rogi. W lewej ręce diabeł trzyma kamień: 

Jeśli jesteś Synem Bożym, powiedz żeby te kamienie stały się chlebem. Lecz on mu odparł: „napisane jest: nie samym chlebem żyje człowiek, lecz każdym słowem, które pochodzi z ust Bożych” (Mt 4:3-4)

 Drugi kamień przypominający bochenek chleba leżał pod nogami Zbawiciela.
Po pierwszym wyrzeczeniu, Szatan przeniósł Chrystusa na szczyt świątyni. Ten epizod Flandes ukazał po prawej stronie. W oddali widać mury świątyni, a na jego szczycie dwie postacie: 

Jeśli jesteś Synem Bożym, rzuć się w dół, jest przecież napisane: Aniołom swoim rozkaże o tobie, a na rękach nosić cię będą, byś przypadkiem nie uraził swej nogi o kamień. Odrzekł mu Jezus: „Ale jest napisane także: Nie będziesz wystawiał na próbę Pana, Boga swego (Mt 4:6-7)

Po takiej deklaracji Diabeł zabrał Chrystusa na wysoką górę, gdzie pokazał mu wszystkie królestwa świata i ich bogactwo. Ten epizod został przedstawiony na obrazie po lewej stronie, u góry: 

Dam Ci to wszystko jeśli upadniesz i oddasz mi pokłon. Na to rzekł mu Jezus: „Idź precz szatanie! Jest bowiem napisane: Panu Bogu swemu będziesz oddawał pokłon i Jemu samemu służyć będziesz (Mt 4:9-10)

 Flandes malując wszystkie trzy kuszenia pominął ich rezultaty ograniczając się jedynie do symbolicznego przedstawienia epizodów, łącząc postacie z górą, świątynią czy kamieniami.
Kuszenie Chrystusa jest uderzająco podobne do ilustracji z Brewiarza Izabeli powstałego pod koniec XV wieku w Brugii. Został ofiarowany królowej Izabeli przez ambasadora Francisco de Roja w 1497 roku. Obecnie znajduje się w British Library w Londynie.